# Стебельський Петро

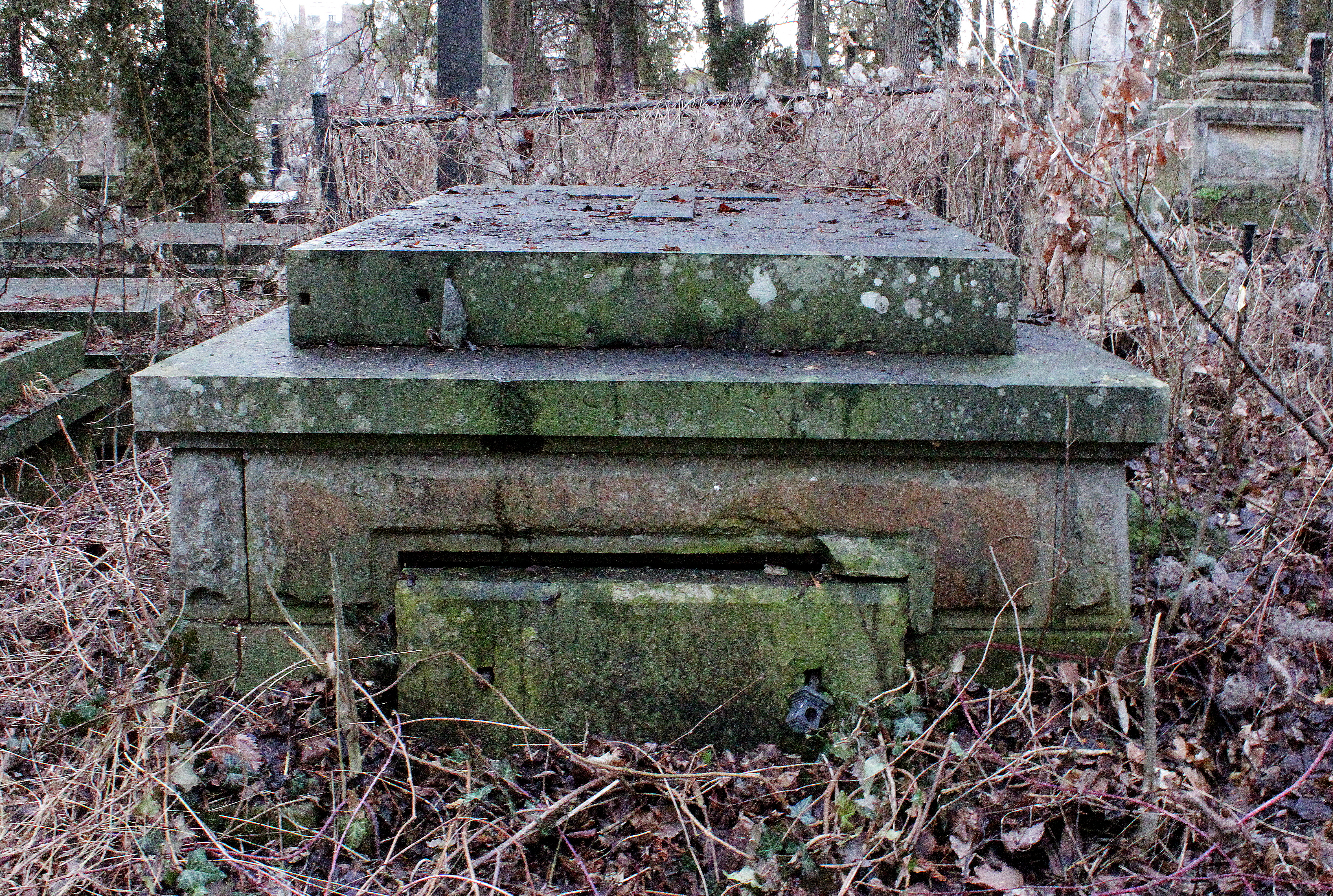

Петро́ Якович Стебе́льський (27 липня 1857 — 24 вересня 1923) — український правник. Брат Володимира Стебельського. Професор карного права Львівського університету (з 1892). Дійсний член НТШ. Дядько художниці Олени Кульчицької.

## Наукова діяльність
Розвідки і статті польською і українською мовами; головно в «Часописі Правничій» (серед ін. «Нелітні переступники в світлі нових напрямів у карному праві», 1895).
Стебельський заслужений у праці над правничою термінологією української мови; він очолював комісію, яка працювала над урядовим перекладом карних законів на українську мову; автор праці «Австрійський процес карний».
Видав працю Олександра Огоновського «Система австрійського приватного права» (1897).
Помер 24 вересня 1923 року у Львові. Похований на Личаківському цвинтарі, поле № 72.